# Protaetia degrevei
Protaetia degrevei är en skalbaggsart som beskrevs av Alexis och Delpont 1998. Protaetia degrevei ingår i släktet Protaetia och familjen Cetoniidae. Inga underarter finns listade i Catalogue of Life.